# مایان علیا (تبریز)
مایان یکی از شهرک های استان آذربایجان شرقی ایران است که در دهستان آجی‌چای بخش مرکزی شهرستان تبریز واقع شده‌است.

## جمعیت
بر اساس نتایج سرشماری سال ۱۳۹۵ منتشر شده در سایت مرکز آمار ایران جمعیت مایان علیا ۲۸۷۱ نفر بوده که از آن تعداد ۱۴۸۹ نفر مرد و ۱۳۸۲ نفر زن می‌باشد و تعداد ۸۴۲ خانوار در روستای مایان علیا زندگی می‌کنند.
این آمار طبق نتایج سرشماری سال ۱۳۹۰ شامل ۲۵۷۹ نفر جمعیت و تعداد ۶۷۶ خانوار بود.
این روستا طبق نتایج سرشماری سال ۱۳۸۵ دارای ۲۲۴۴ نفر جمعیت بود.

## موقعیت جغرافیایی
روستای مایان علیا در ۳۸ درجه و ۶ دقیقه عرض شمالی و ۴۶ درجه و ۶ دقیقه طول شرقی و در ارتفاع ۱۳۲۳ متری از سطح دریا واقع شده‌است. این روستا در سمت غرب تبریز و وابسته به بخش مرکزی شهرستان تبریز بوده و از طریق جاده مایان حدوداً ۲۱ کیلومتر با شهر تبریز فاصله دارد. شهرک صنعتی چرمشهر تبریز در جوار شمال شرقی و روستای مایان سفلی در جوار جنوبی مایان علیا قرار دارند و اکثر مردم این منطقه از کشاورزی و دام داری دور شده اند و در شغل چرم سازی مشغول بکار هستند و هیچ گونه اثری از دامداری یا کشاورزی در این منطقه دیده نمیشود.